# روبن نيل
روبن نيل هو مؤرخ واقتصادي كندي، ولد في 1931 في ثاندر باي في كندا، وتوفي في 29 يونيو 2014 في Rocky Point, Prince Edward Island ‏ في كندا.